# Amplificador de audio

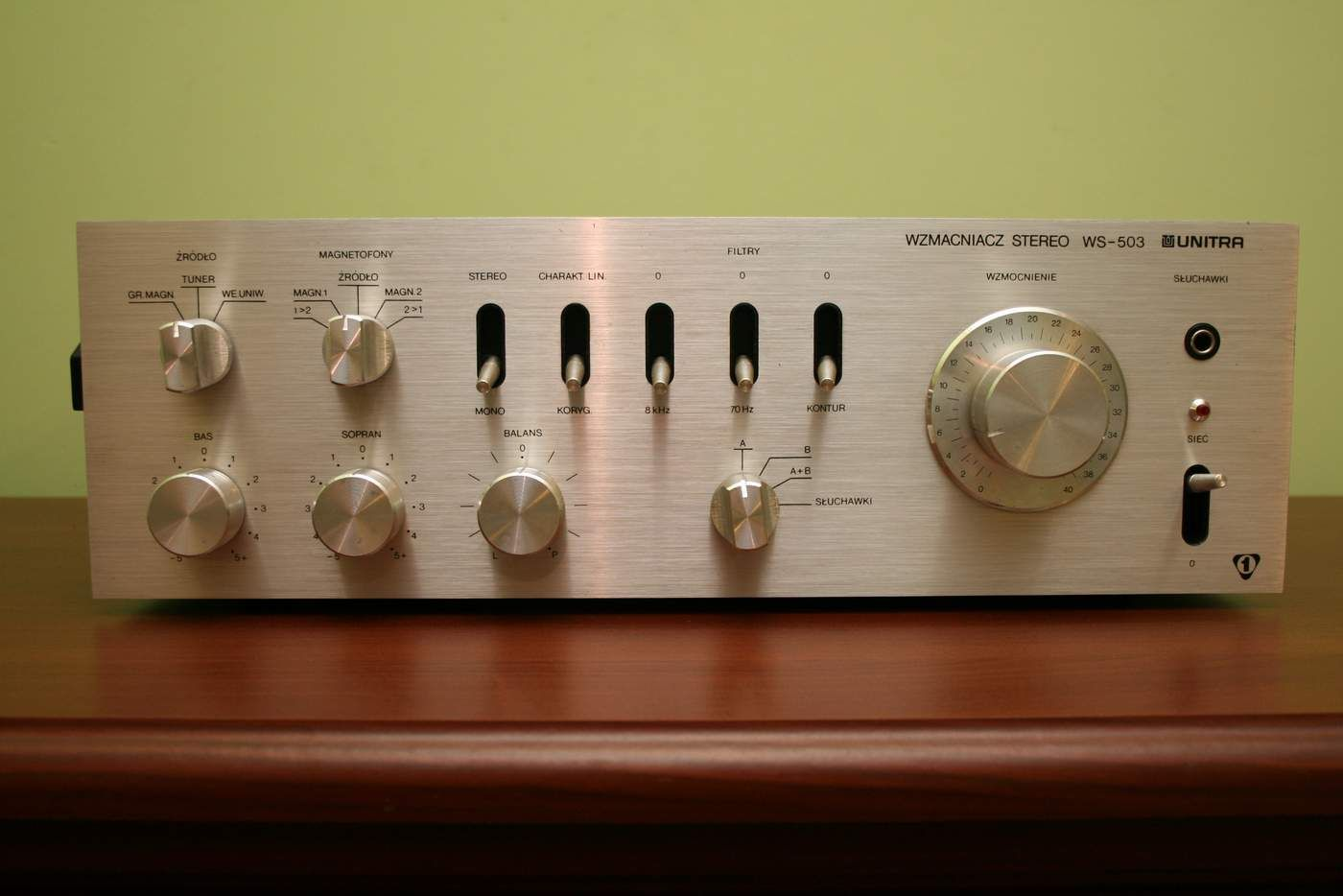
Amplificador de audio estéreo de la marca Unitra.

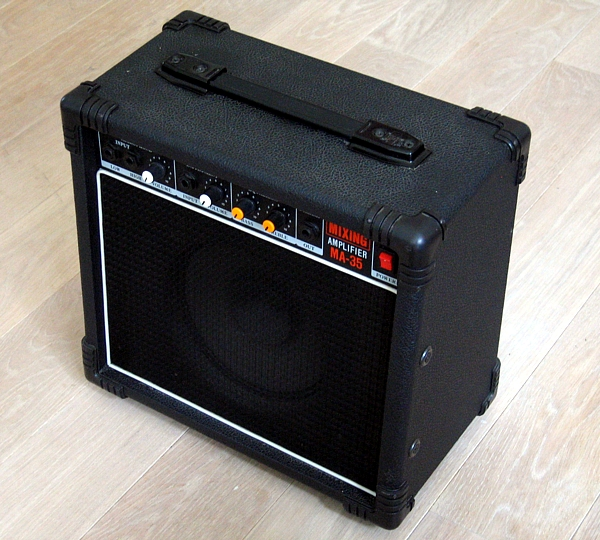
Amplificador Mezclador MA-35.

Un amplificador de audio, o amplificador de sonido, es un dispositivo electrónico que aumenta el nivel de una señal de audio. Su función es incrementar la amplitud de la señal de entrada utilizando corrientes de polarización (de voltaje negativo y positivo) en el transistor de salida. [cita requerida]
El amplificador aumenta las señales de audio electrónicas de baja potencia, a un nivel lo suficientemente alto como para hacer funcionar altavoces o auriculares. Los amplificadores se emplean en distintos sistemas de audio, incluyendo refuerzo de sonido, megafonía, audio doméstico y amplificadores de instrumentos musicales (como los de la guitarra eléctrica), y son la etapa electrónica final en una cadena de reproducción de audio típica antes de que las señales sean enviadas a los altavoces.
Las etapas previas en estas cadenas son los amplificadores de audio de baja potencia, que realizan tareas como la preamplificación de la señal (particularmente asociada con señales de tocadiscos, señales de micrófono y señales de guitarra, como la guitarra y el bajo eléctrico), la ecualización (por ejemplo, ajuste de graves y agudos), los controles de tono, la mezcla de diferentes señales de entrada o la adición de efectos electrónicos como reverberación. 
Las señales de entrada pueden provenir de diversos tipos de dispositivos, como pueden ser tocadiscos, reproductores de CD, audio digital o de casete. La mayoría de los amplificadores de potencia de audio requieren de estas entradas de bajo nivel, que son de nivel de línea.
La señal de entrada a un amplificador de audio, como la señal de una guitarra eléctrica, puede tener varios cientos de vatios, y su salida puede ser de unos pocos vatios (para pequeños dispositivos electrónicos de consumo, como radio o despertadores), decenas o cientos de vatios (para un sistema estéreo doméstico), varios miles de vatios (para el sistema de sonido de un club nocturno), o decenas de miles de vatios (para un gran sistema de refuerzo de sonido en un concierto de rock).
Si bien los amplificadores de audio se pueden encontrar como unidades independientes, estos están generalmente dirigidos al mercado de auriculares de alta fidelidad, entusiastas del audio y profesionales de sistemas de refuerzo de sonido. La mayoría de los productos de audio de electrónica de consumo, tales como amplificadores integrados, receptores, radios despertadores, estéreos portátiles y televisores, tienen tanto el preamplificador como el amplificador de potencia contenidos en un mismo chasis.

## Historia
El amplificador de audio fue inventado alrededor de 1912 por Lee de Forest, quien introdujo el primer componente eléctrico amplificador práctico, el triodo de válvula termoiónica en 1907. El triodo, un dispositivo de tres terminales con una rejilla de control que modula el flujo de electrones del filamento a la placa, fue fundamental para la creación de la primera Radio AM. En 1947, el Amplificador Williamson demostró notable calidad de audio utilizando tubos de vacío.
A finales de la década de 1960, los amplificadores de potencia de audio basados en transistores se volvieron prácticos, gracias a la disponibilidad generalizada de transistores económicos. Desde los años 70, la mayoría de los amplificadores modernos se basan en transistores de estado sólido como el transistor de unión bipolar (BJT) y el transistor de efecto de campo metal-óxido-semiconductor (MOSFET), los cuales son más livianos, fiables y requieren menos mantenimiento que los amplificadores de tubo.
El MOSFET, desarrollado por Mohamed Atalla y Dawon Kahng en los Laboratorios Bell en 1959, fue adaptado para aplicaciones de audio por Jun-ichi Nishizawa en la Universidad de Tohoku en 1974. Empresas como Yamaha, JVC, Pioneer, Sony y Toshiba comenzaron a fabricar amplificadores con MOSFET de potencia a partir de 1974. En 1977, Hitachi introdujo el LDMOS (Lateral Diffused MOS), utilizado en amplificadores de potencia de audio hasta 1983. Los amplificadores de clase D ganaron popularidad en los años 80 con la disponibilidad de MOSFET de rápida conmutación y bajo costo.
A pesar de estas innovaciones, en la década de 2020 aún hay entusiastas del audio, músicos, ingenieros de audio y productores musicales que prefieren los amplificadores de tubo debido a su sonido más "cálido". Esto es especialmente notable entre quienes tocan instrumentos como la guitarra eléctrica, bajo eléctrico, órgano Hammond y piano eléctrico Fender Rhodes.

## Parámetros de diseño

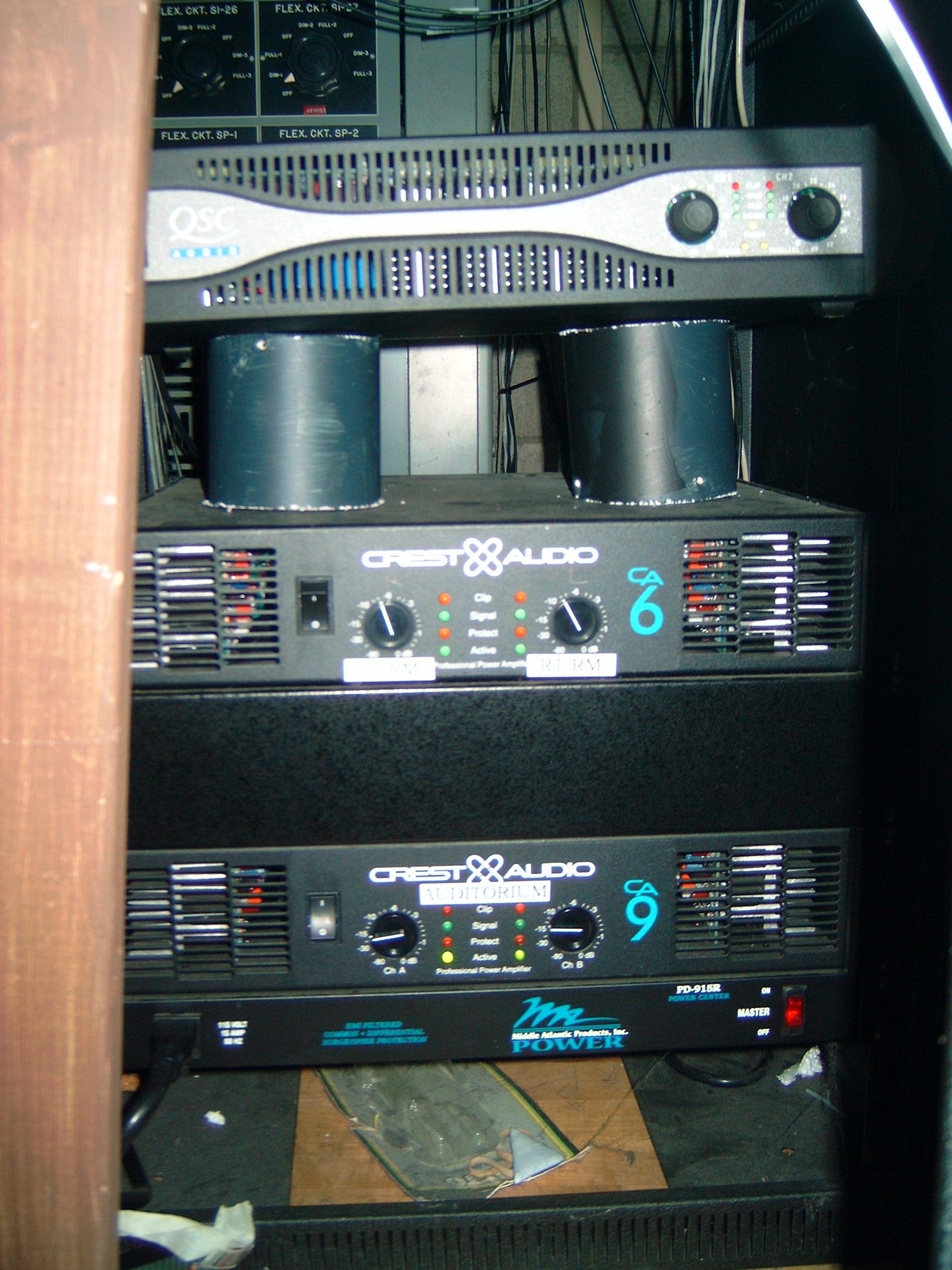
Tres amplificadores de potencia de audio montados en rack utilizados en un sistema de refuerzo de sonido.

Los parámetros clave de diseño de los amplificadores de potencia de audio son la respuesta en frecuencia, la ganancia, el ruido y la distorsión. Estos son interdependientes; el aumento de la ganancia a menudo conduce a una amplificación indeseable en el ruido y la distorsión. Aunque la retroalimentación negativa reduce el mismo, también disminuye la distorsión. La mayoría de los amplificadores de audio son lineales que operan en clase AB.
Hasta la década de 1970, la mayoría de los amplificadores utilizaban válvulas de vacío. Durante la década de los 70, los amplificadores a válvulas fueron sustituidos cada vez más por amplificadores basados en transistores de silicio, que eran más ligeros, más fiables y demandaban menos mantenimiento. No obstante, los preamplificadores de válvulas se siguen vendiendo en nichos de mercado, como los aficionados a la alta fidelidad doméstica, los ingenieros de sonido y los productores musicales (que utilizan preamplificadores de válvulas en las grabaciones de estudio para "calentar" las señales de los micrófonos) y los guitarristas eléctricos, los bajistas eléctricos y los intérpretes de órganos Hammond, de los que una minoría sigue utilizando preamplificadores de válvulas, etapas de potencia de válvulas y unidades de efectos de válvulas. Mientras que los entusiastas de la alta fidelidad y los ingenieros de audio que hacen sonido en directo o monitorizan pistas en el estudio suelen buscar amplificadores con la menor distorsión, los instrumentistas eléctricos de géneros como el blues, la música rock y la música heavy metal, entre otros, utilizan amplificadores a válvulas porque les gusta la sobre marcha natural que producen los amplificadores a válvulas cuando se les exige mucho.
El amplificador de clase D, que es más eficiente que los amplificadores de clase AB, se utiliza ampliamente en productos de audio de electrónica de consumo, amplificadores de bajo y equipos de sistemas de refuerzo de sonido, ya que los amplificadores de clase D son más livianos y producen menos calor.

## Características técnicas
Las características técnicas de cada modelo determinarán la calidad del amplificador. Son las siguientes:
- Impedancia
- Factor de amortiguamiento
- Potencia de salida
- Relación señal-ruido
- Acoplamiento
- Respuesta en frecuencia
- Respuesta de fase
- Ganancia
- Sensibilidad
- Distorsión
- Diafonía

## Impedancia
La impedancia es la resistencia (oposición) que presenta cualquier dispositivo al paso de una corriente, en este caso, alterna.
La impedancia de entrada de un amplificador debe ser de al menos 10 kΩ. Estos 10 kΩ se dan para que en el caso de posicionar 10 amplificadores en paralelo la carga total sea de un 1kΩ. (10 kΩ / 10 = 1 kΩ).[cita requerida]

### Factor de amortiguación
Indica la relación entre la impedancia nominal del altavoz a conectar y la impedancia de salida del amplificador (la eléctrica que realmente presenta en su salida). 
Cuanto mayor sea el factor de amortiguación de un amplificador , pero por encima de doscientos, puede significar que el amplificador está suficientemente protegido contra cargas reactivas que pueden deteriorarlo.
El factor de amortiguamiento se expresa: 200 sobre 8 Ω, lo que significa que la impedancia de salida real del amplificador es de 0,04 Ω (8/200).
Muchos fabricantes incluyen el factor de amortiguamiento para graves, lo que resulta muy útil, porque sabemos que esa es la respuesta en frecuencia crítica. Vendría indicado como 150 sobre 8 Ω a 40 Hz.

## Potencia de salida
Hace referencia a la potencia eléctrica, no confundir con la potencia acústica. Como en el altavoz, es la cantidad de energía que se puede introducir en la etapa de potencia antes de que distorsione en exceso o de que pueda sufrir desperfectos. Se especifica la potencia máxima del amplificador en función de una determinada impedancia, generalmente, 8 Ω. Por ejemplo: 175 W sobre 8 Ω). Si el amplificador es estéreo, hay que tener en cuenta si esa potencia se refiere a cada uno de los canales o a ambos. Por ello, en las especificaciones técnicas, se añade una de estas dos indicaciones:
- con los dos canales alimentados.
- por cada canal.

En el ejemplo anterior con una potencia de salida de 175 W sobre 8 Ω, si se añade con los dos canales alimentados significa que por canal la potencia será la mitad (87,5 W sobre 8 Ω). Por el contrario, con una potencia de salida de 175 W sobre 8 Ω por canal, tendremos 350 W sobre 8 Ω con los dos canales alimentados.
En los equipos que permiten modificar la impedancia de entrada, también hay que tener en cuenta las modificaciones que al variar este parámetro introducen en la potencia. En este caso se hacen aproximaciones cercanas, nunca son absolutas, porque en el estado actual de los amplificadores, esto no es posible. Así, si tenemos un amplificador en el que en las especificaciones técnicas figura 175 W sobre 8 Ω, si reducimos la impedancia a 4 Ω, la potencia será cercana al doble, los 350 W (en un amplificador ideal, debería ser justamente estos 350 W). Dentro de la potencia se diferencia entre potencia nominal y potencia de pico.

## Potencia máxima
Potencia máxima eficaz, o potencia media a régimen continuo, es la potencia eléctrica real verificable con instrumentos que puede proporcionar la etapa de salida durante un minuto a una frecuencia de 1 kHz (kilohercio) sobre la impedancia nominal especificada por el fabricante (normalmente 4 Ω, 6 Ω u 8 Ω) y viene dada por la expresión Po = Vo (rms)²/Zo.
Donde:
- Po es la potencia de salida.

- Vo es el voltaje (tensión eléctrica) eficaz de salida.

- Zo es la impedancia nominal del amplificador.

Nota: para medir la potencia se emplea una resistencia pura, pues una impedancia compleja altera el desempeño del amplificador.

## Potencia máxima útil
La potencia eficaz está limitada por la distorsión del equipo, ya que esta crece con la potencia, de modo que se especifica la potencia útil a un nivel de distorsión nominal, como 1%, 2% o 5% (10% en amplificadores de baja calidad) o menos de 0.25% en otros de alta calidad, esta medida es inferior a la anterior.

## Potencia de pico, admisible o musical
Potencia máxima impulsiva (un pico de señal), que puede soportar cada cierto tiempo el amplificador antes de deteriorarse.
Algunos fabricantes en lugar de especificar la potencia nominal, especifican la potencia de pico, para maquillar el alcance del amplificador, pues la potencia de pico siempre es superior a la potencia nominal. Hay que estar alerta a este detalle y tener en cuenta que la potencia de pico de un amplificador es 2 veces su valor nominal.

## Relación señal/ruido
Hace referencia al voltaje de ruido residual a la salida y se expresa en dB.
Para que la relación señal /ruido esté por debajo del umbral de audición, debe ser de al menos 100 dB. Mayor, 110 dB, en el caso los amplificadores de alta potencia (por encima de los 200 W).

## Acoplamiento
Indica la forma en que el amplificador está conectado al altavoz. Puede haber varios modos:
- “acoplamiento directo”, cuando ambos están acoplados directamente. Este permite la mejor respuesta en frecuencia y el mayor rendimiento en cuanto a potencia entregada a la carga.
- “acoplamiento inductivo”, cuando el amplificador y su carga están acoplados mediante un transformador.
- “acoplamiento capacitivo”, si el acoplamiento se realiza mediante condensadores.

Internamente, el amplificador funciona con tensión continua, pero a la salida convierte la señal en corriente alterna. Cuando conectamos directamente un amplificador con el altavoz, este acoplamiento directo debe hacerse de forma que la corriente continua residual (DC offset) sea lo más baja posible, no superando los 40 mV. (Los más habituales están en 15 mV).

## Respuesta en frecuencia
Calcula el límite dentro del cual el amplificador responde de igual forma (respuesta plana) a las radiofrecuencias (20 a 20.000 Hz) con una potencia muy baja. 
La respuesta en frecuencia en los amplificadores se mide en dB tomando como referencia potencia de 1 vatio con una impedancia de 8 ohmios. Para obtener una óptima respuesta en frecuencia, ésta debe estar en torno a 5 dB por encima (+ 5 dB) o por abajo (- 5 dB).
Muchos fabricantes, en lugar de usar solo las radiofrecuencias, para proteger a los amplificadores de perturbaciones supersónicas o subsónicas, lo que hacen es medir la respuesta en frecuencia para una banda de frecuencias superior (generalmente de 12 a 40.000 Hz). En este caso una respuesta en frecuencia óptima debe estar en torno a 3 dB por encima (+ 3dB) o por abajo (- 3 dB).

## Respuesta de fase
Indica la relación en la fase entre las frecuencias medias con respecto a las altas o las bajas. Este desfase (adelantamiento o retraso) en el espectro de radiofrecuencias (20 – 20.000 Hz) no debería ser superior a los 15º, para que no se produzca distorsión o cancelación de la señal.
Existen ciertos modelos de amplificador que invierte la fase en toda su banda de paso, lo que puede ocasionar dificultades en su operatividad (sino lo tenemos presente podremos estar cancelando toda la señal).

## Ganancia
Es la relación entre la potencia de salida y la potencia de entrada de la señal. Se expresa siempre como una relacionan logarítmica, y la unidad suele ser el dB, esto es diez veces el logaritmo decimal del cociente entre potencias (si se relaciones tensiones, sería veinte veces en lugar de diez debido a que la potencia es proporcional al cuadrado de la tensión).
Si la potencia de salida es 40 W y la de entrada 20 W, la ganancia es: 3 dB.
Si la tensión de salida es de 4 VRMS y la de entrada 2 VRMS, la ganancia es: 6 dB.
Cuando la ganancia si es menor que 1, hablamos de atenuación.
En lo relativo a amplificadores, como el decibelio siempre expresa una comparación hablaremos de dBW o dBu, lo que nos indicará cual es la referencia.
- dBW: La W indica que el decibelio hace referencia a vatios. Es decir, se toma como referencia 1 W (vatio). Así, a un vatio le corresponden 0 dBw.
- dBm: Cuando el valor expresado en vatios es muy pequeño, se usa el milivatio (mW). Así, a un mW le corresponden 0 dBm.
- dBu: El dBu expresa el nivel de señal en decibelios y referido a 774,6 mV RMS {\displaystyle \left({\sqrt {\frac {3}{5}}}\right)\,\!}. 0,775 VRMS es la tensión aproximada que aplicada a una impedancia de 600 Ω, disipa una potencia de 1mW. Se emplea la referencia de una impedancia de 600 Ω por razones históricas.[7]

En un circuito en el que intervienen varios amplificadores, las ganancias individuales expresadas en decibelios (en cualquiera de sus fórmulas tanto dB, dBw, dBm o dBu) se suman (restan si son negativas y es atenuación).

## Sensibilidad
Indica la cantidad de flujo eléctrico necesario de entrada para producir la máxima potencia de salida. 
La sensibilidad viene indicada por dBu a una determinada impedancia. El dBu expresa el nivel de señal en decibelios y referido a 0,7746 VRMS. (Al hacer referencia a voltios, en muchos manuales, principalmente norteamericanos, en lugar de dBu usan dBV). Así, 774,6 mV RMS equivaldrá a 0 dBu.
Si se supera el valor especificado por la sensibilidad la señal de salida sufrirá un recorte (tanto por arriba como por abajo), como ocurre en los limitadores, y quedará distorsionada de tal modo que puede causar daño en ciertos equipos como en los Tweeter.
Para evitar este gran problema, la mayoría de los equipos profesionales cuentan con un control de nivel de la entrada, que nos permite atenuar la señal si resulta excesiva.

## Distorsión
La distorsión (distorsión armónica) describe la variación de la forma de onda a la salida del equipo, con respecto a la señal que entró y se debe a que los equipos de audio, no solo los amplificadores, introducen armónicos en la señal. 
Las causas de esta distorsión pueden ser múltiples. En el caso de los amplificadores, la más usual es la sobrecarga a la entrada, es decir, sobrepasar la potencia recomendada por el fabricante, lo que produce a la salida un recorte de la señal, queda el sonido "roto".
La distorsión armónica total, debe ser, como máximo de 0,1% THD (total harmonic distortion) en todo el espectro de frecuencias (las frecuencias altas – agudos, distorsionan más que la bajas – graves).  
La distorsión también puede expresarse en dB en relación con una frecuencia. Es lo que se conoce como distorsión por intermodulación de transistores. Para medir esta distorsión lo que se hace calcular la distorsión del amplificador para dos ondas senoidales diferentes (generalmente, 19 y 20 kHz) y ver cuál es la diferencia entre estas señales expresada en dB. Los amplificadores de calidad deben estar en los 70 dB de diferencia en ese tono diferencial de 1 kHz.

## Diafonía
La diafonía indica que en un sistema estéreo, un canal de audio afecta al otro.
La diafonía depende de la frecuencia. Así hablaremos de que la diafonía es soportable cuando esté en torno a 50 dB para graves y agudos y 70 dB para los tonos medios.
Para eliminar problemas de diafonía, los amplificadores cuentan con rectificadores, condensadores de filtro. Además, muchos fabricantes introducen fuentes de alimentación independientes para cada canal, lo que resulta muy efectivo.

## Tipos de amplificadores de potencia
Entre las diferentes tipologías de etapas de potencia encontramos:
- Clase A
- Clase B
- Clase AB
- Clase C
- Clase D
- Clase G
- BJT
- MOSFET

### Amplificador de clase A (CLASS-A AMPLIFIER)
La corriente de salida circula durante todo el ciclo de la señal de entrada, en un solo transistor. 
La corriente de polarización del transistor de salida es alta y constante durante todo el proceso, independientemente de si hay o no hay salida de audio. La distorsión introducida es baja a niveles muy bajos de señales (para niveles altos las distorsiones de segundo orden son importantes), el rendimiento también será bajo, estando siempre por debajo del 50 %, lo que significa que la otra mitad de la corriente amplificada será disipada por el transistor en forma de calor. Los amplificadores de clase A se utilizan sólo en etapas preamplificadoras, su bajo rendimiento y su elevado nivel de distorsión armónica no lo hacen aptos para etapas de potencia. La curva de transferencia de un transistor NO ES LINEAL, en un amplificador de este tipo la parte lineal de dicha curva es la limitante al tener que trabajar con señales altas, en un amplificador clase B o AB en configuración push-pull la señal eléctrica se amplifica en semi-ciclos separados aumentando así la capacidad lineal de transferencia (menor distorsiones, distorsiones de segundo orden casi nulas) y mayor eficiencia

### Amplificador clase B (CLASS-B AMPLIFIER)
Durante un semi-ciclo la corriente circula y es amplificada por un transistor, y durante otro semi-ciclo circula y es amplificada por otro transistor, lo cual permite un descanso de un semi-ciclo a cada transistor y uno de trabajo y disipación de potencia. Además, no circula corriente a través de los transistores de salida cuando no hay señal de audio. 
El problema es que ocurre la llamada "distorsión por cruce", ya que cuando en el primer semi-ciclo la tensión de la señal cae por debajo de los 0,6 V (tensión aproximada de polarización de juntura base-emisor de un BJT), se despolariza el BJT y deja de amplificar lo cual también ocurre cuando en el otro semi-ciclo, la tensión no llega todavía a los 0,6 V. En resumen, en el caso de una senoidal, tendríamos 1,2 V no amplificados, aunque ésta no es la mejor forma de definirlo.

### Amplificador de clase AB (CLASS-AB AMPLIFIER)
Mismo caso que el amplificador B solo que existe una pequeña corriente que circula por los 2 transistores constantemente, que los polariza reduciendo enormemente la llamada "distorsión por cruce". Como en los amplificadores de clase A, hay una corriente de polarización constante, pero relativamente baja, evitando la distorsión de cruce (de ahí su nombre: AB). En el caso de amplificadores de sonido son los más usados llegando a distorsiones menores del 0,01% (THD=0,01%)

### Amplificador de clase C (CLASS-C AMPLIFIER)
La corriente de salida solo circula durante menos de medio ciclo de la señal de entrada. Y luego se complementa la salida con un circuito compuesto de condensadores y bobinas (circuito tanque).  
La clase C trabaja para una banda de frecuencias estrecha y resulta muy apropiado en equipos de radiofrecuencia. Esto es debido al fenómeno de resonancia el cual se genera a la salida del amplificador cuando es sintonizado (la impedancia capacitiva e inductiva se cancelan a una frecuencia previamente calculada), aunque no trabaja arriba de 180 grados de ciclo, este amplificador a la salida genera una señal de ciclo completo de señal para la frecuencia fundamental.     
No se utiliza en sonido, por su gran nivel de distorsión y porque su operación no está destinada para amplificadores de gran señal o gran potencia. Por último, su rendimiento teórico es del 100%.

### Amplificador de clase D (CLASS-D AMPLIFIER)
Esta clase de operación modula la señal de entrada para poder usarla en forma de saturación y corte. El uso de técnicas de modulación hace posible obtener una señal que varía a lo largo del ciclo completo para producir la salida a partir de muchas partes de la señal de entrada. entre los dos tipos de modulación que se usan es la AD y la BD, en la modulación AD se usa o bien PWM con frecuencia fija o se usa modulación sigma-delta, que también se conoce como self-oscillating (auto oscilado), en modulación BD se usa siempre PWM con frecuencia fija, pero es posible hacerlo funcionar auto oscilado, pero es un poco complejo. La principal ventaja de la operación en clase D es que los transistores MOSFET de salida trabajan solo en corte y saturación por lo que teóricamente no se disipa potencia en forma de calor y la eficiencia general puede ser muy alta, de entre 85% a 99% un valor medio es del 97%. En la práctica los MOSFETS solo disipan potencia cuando se encuentran conduciendo (saturación) debido a la pequeña resistencia de encendido que poseen, llamada RDS(on), de todas maneras, esta potencia es despreciable ya que RDS(on) es del orden de los mΩ. Además, disipan potencias en las transiciones de conducción a no conducción (corte-saturación), este efecto solo se hace notable cuando los tiempos de subida y bajada son comparables a los tiempos de corte y conducción, es decir a considerables altas frecuencias.
Se utilizan transistores MOSFET ya que son los únicos capaces de conmutar a las elevadas frecuencias de trabajo, del orden de los kHz llegando a los MHz en algunos casos. Hoy en día, y desde hace unos cuantos años, los amplificadores clase d son de rango completo a diferencia de la creencia popular, que dice que los amplificadores clase d son únicamente para frecuencias bajas o que solo llegan a 10 kHz.

### Amplificadores de clase G
(De las clases E y F ya no fabrican modelos comerciales).
Incorporan varias líneas de tensión que se activan de forma progresiva a medida que el voltaje de entrada aumenta con el fin de lograr mayor eficiencia. Estos equipos dan una potencia de salida mejor a la de los amplificadores de clase A-B, pero con un menor tamaño. 

### Transistor BJT
BJT son las siglas de Bipolar Junction Transistor. Es el primer transistor que se fabricó en los inicios de la electrónica de estado sólido. Existen de 2 tipos: NPN o PNP, según su construcción.

### Transistor MOSFET
MOSFET son las siglas de Metal Oxide Semiconductor Field Effect Transistor. Se trata de un tipo de transistores aparecidos en la década de 1980 que, como su nombre indica, crean un efecto de campo gracias a la unión de un semiconductor formado por la pareja metal-óxido. Desde su aparición, son muy usados, porque aseguran una distorsión más baja, al controlar el desprendimiento térmico que se produce durante el procesado de la señal. 